# Mociu
Mociu – wieś w Rumunii, w okręgu Kluż, w gminie Mociu. W 2011 roku liczyła 1492 mieszkańców.